# Pleuridium tenue
Pleuridium tenue är en bladmossart som beskrevs av Mitten 1859. Pleuridium tenue ingår i släktet sylmossor, och familjen Ditrichaceae. Inga underarter finns listade i Catalogue of Life.